# Pediobius cyaneus
Pediobius cyaneus är en stekelart som först beskrevs av Girault 1913.  Pediobius cyaneus ingår i släktet Pediobius och familjen finglanssteklar. Inga underarter finns listade i Catalogue of Life.